# Olivier Niyungeko
Alain Olivier Niyungeko (né le 10 octobre 1970) est un entraîneur burundais de football.

## Biographie
Il débute comme entraîneur de l'équipe burundaise de Lydia Ludic, puis il part en Suède, avant d'en être expulsé en 2010. 
De retour dans son pays d’origine, il dirige le Flambeau de l'Est, avec qui il remporte le championnat 2012-2013, ce qui constitue le tout premier titre de champion du Burundi de l’histoire du club. De plus, ce titre est historique, puisque c'est la première fois qu'un club situé hors de la capitale, Bujumbura (avant le déplacement de la capitale à Gitega), est sacré. 
Il entame ensuite une carrière avec la sélection burundaise : adjoint de l'Algérien Ahcene Aït-Abdelmalek entre 2015 et 2016, il est nommé en juillet 2016 sélectionneur principal. Il obtient alors une quatrième place à la Coupe CECAFA 2017, puis une élimination durant les qualifications du CHAN 2018 face au Soudan. Mais, il réussit à qualifier le Burundi pour la CAN 2019, en terminant deuxième des éliminatoires, ce qui constitue une première pour le pays.

## Palmarès
- Championnat du Burundi
  - Champion en 2012-2013
- Coupe d'Afrique des nations
  - Premier tour en 2019